# Gary Burghoff
Gary Burghoff est un acteur américain né le 24 mai 1943 à Bristol, dans le Connecticut (États-Unis). Il a également été réalisateur du film Small Kill en 1992.

## Biographie
Il est particulièrement connu pour son rôle du Caporal Walter O'Reilly surnommé « Radar » dans le film M*A*S*H*, sorti en 1970. Il reprend son rôle deux ans plus tard dans la série télévisée du même nom.

## Filmographie

### comme acteur

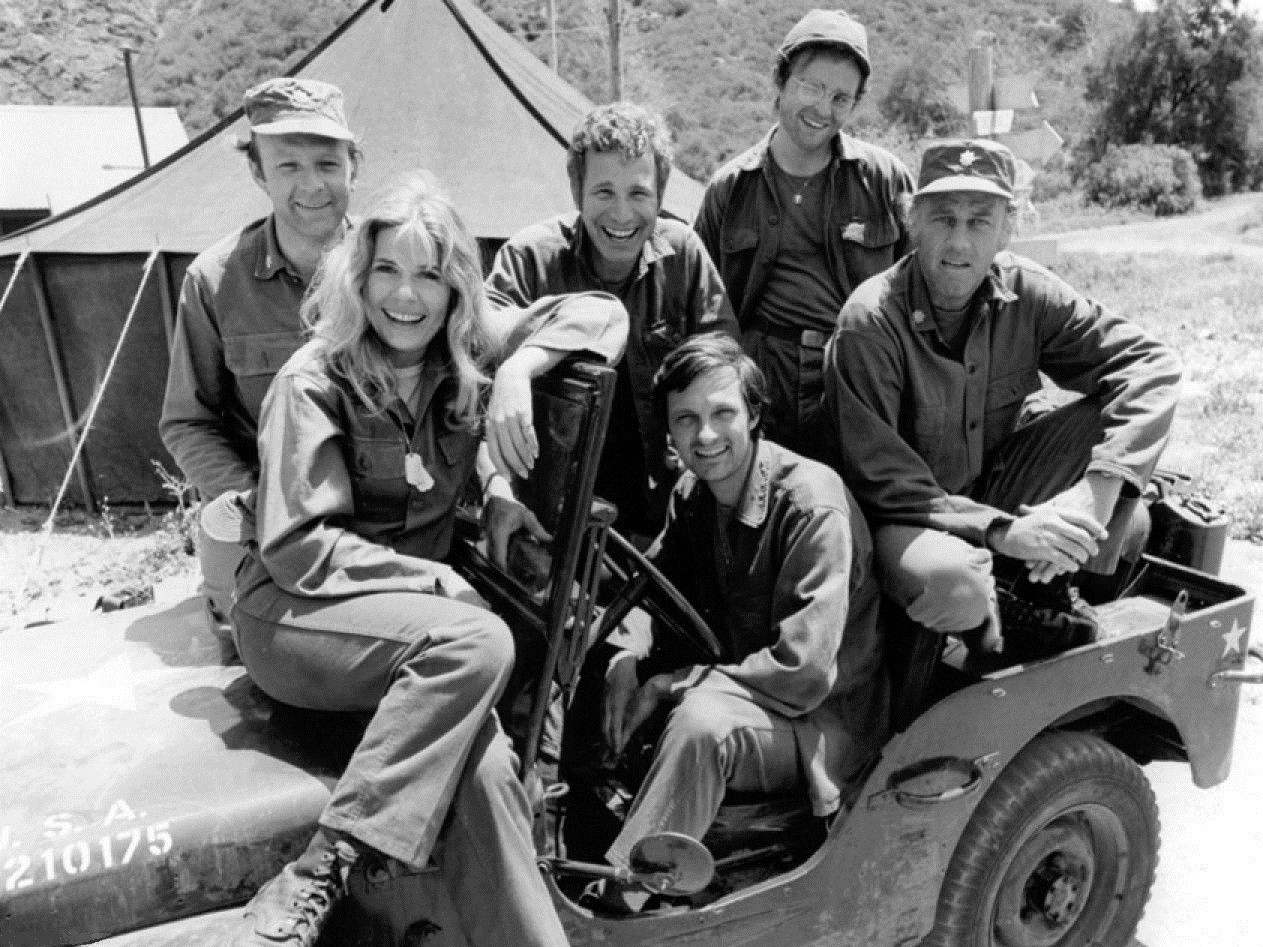
Loretta Swit, Larry Linville, Wayne Rogers, Gary Burgoff, Alan Alda (le conducteur de la jeep), et MacLean Stevenson

- 1969 : The Good Guys (en) (série télévisée) : Mike Butterworth
- 1970 : M*A*S*H : Cpl. Walter Eugene 'Radar' O'Reilly
- 1970 : Les Règles du jeu (The Name of the Game) (série télévisée) : Watson
- 1970 : The Don Knotts Show (en) (série télévisée) : Regular
- 1971 : B.S. I Love You (en) de Steven Hilliard Stern : Ted
- 1973 : Love, American Style (série télévisée) : Sydney Melvin Wimple (segment Love and the Crisis Line)
- 1975 : Insight (série télévisée) : Mombo
- 1975 : Twigs (TV) : Clergyman
- 1976 : Ellery Queen, à plume et à sang (Ellery Queen) (série télévisée) : Jerry Hacker
- 1978 : Wonder Woman (série télévisée) : Alan
- 1979 : The Man in the Santa Claus Suit (en) (TV) : Bob Willis
- 1980 : M*A*S*H (série télévisée) : Cpl. Walter Eugene 'Radar' O'Reilly
- 1980 : Casino (en) (TV) : Bill Taylor
- 1980 : L'Île fantastique (Fantasy Island) (série télévisée) : Gordon Hughes
- 1981 : La croisière s'amuse (The Love Boat) (série télévisée) : Donald M. Flanders
- 1981 : Bizarre, bizarre (Tales of the Unexpected) (série télévisée) : Harry Flock
- 1984 : AfterMASH (série télévisée) : Walter 'Radar' O'Reilly
- 1984 : W*A*L*T*E*R (en) (TV) : Walter O'Reilly
- 1991 : Doubles de Joseph Adler
- 1992 : Small Kill : Fleck / Lady Esmerelda
- 1995 : Behind the Waterfall de Scott Murphy : M.. Connors
- 1995 : L'Homme à la Rolls (Burke's Law) (série télévisée) : Patrick Noyes

### comme réalisateur
- 1992 : Small Kill avec Rob Fresco